# Callyspongia mammillata
Callyspongia mammillata är en svampdjursart som först beskrevs av Burton 1933.  Callyspongia mammillata ingår i släktet Callyspongia och familjen Callyspongiidae. Inga underarter finns listade i Catalogue of Life.